# Vlag van Baja California Sur
De officiële vlag van Baja California Sur toont het wapen van Baja California Sur centraal op een witte achtergrond, waarbij de hoogte-breedteverhouding van de vlag net als die van de Mexicaanse vlag 4:7 is.
De vlag werd officieel aangenomen in 2019 onder leiding van Marcos Covarrubias Villaseñor, wat werd bepaald in de Ley del Escudo, la Bandera y el Himno de Baja California Sur (Wet van het Wapen, de Vlag en het Volkslied van Baja California Sur).

## Geschiedenis

Vlag van Walkers Republiek Sonora.

Zij gebruikten eigen vlaggen. De meest bekende poging is die van William Walker in 1854. Hij runde tussen januari en mei van dat jaar de Republic of Lower California, later omgedoopt tot Republic of Sonora. Deze republiek bestond uit twee delen: Lower California (waar het schiereiland Neder-Californië voor geclaimd werd) en Sonora. Deze twee delen werden op de vlag gesymboliseerd door twee sterren. Het aantal punten van de sterren was waarschijnlijk zes, maar mogelijk vijf. Ook de precieze ontwerpdetails van de vlag zijn onzeker, maar de afbeelding hier rechts benadert waarschijnlijk de werkelijk gebruikte vlag.
Op 31 december 2017 keurde het Congres van Baja California Sur waarmee det staat voor het eerst een officiële vlag kreeg. Een witte vlag met het wapen van Baja California Sur centraal op een witte achtergrond.